# Campo de Villavidel
Campo de Villavidel – gmina w Hiszpanii, w prowincji León, w Kastylii i León, o powierzchni 13,97 km². W 2011 roku gmina liczyła 210 mieszkańców.